# Нижний Хазан
Нижний Хазан — деревня в Зиминском районе Иркутской области России. Входит в состав Услонского муниципального образования.

## География
Деревня находится на расстоянии примерно 11 км к юго-западу от города Зима, административного центра района.

## Население
| 2002 | 2010 | 2011 | 2012 |
| ---- | ---- | ---- | ---- |
| 51   | ↘26  | →26  | ↘24  |

### Гендерный состав
По данным Всероссийской переписи, в 2010 году в деревне проживало 26 человек (13 мужчин и 13 женщин).